# Târgoviște
Târgoviște (rumænsk udtale: [tɨrˈɡoviʃte], alternativt stavet Tîrgoviște; tysk: Tergowisch) er hovedstaden for distriktet Dâmbovița i Rumænien. Byen har 66.965 (2021) indbyggere. Den ligger 80 km nordvest for Bukarest, på den højre bred af Ialomița-floden.
Târgoviște var en af de vigtigste byer i Valakiets historie, da den var dets hovedstad mellem det tidlige 15. århundrede og det  16. århundrede. Chindia-tårnet, byens symbol, blev bygget under Vlad Țepeș.
Retssagen og henrettelsen af Nicolae og Elena Ceaușesc (en) fandt sted i Târgoviște; Nicolae Ceaușescu og hans hustru Elena Ceaușescu blev henrettet ved skydning 25. december 1989.